# Спляча красуня (балет)
«Спляча красуня» — балет–феєрія на 3 дії з прологом та апофеозом російського композитора Петра Чайковського на лібрето І. Всеволозького та Маріуса Петіпа за сюжетом однойменної казки Шарля Перро. Написаний у 1889, представлений публіці в 1890.
Задовго до Петра Чайковського, за сюжетом казки французький композитор Фердінан Герольд створив балет з такою ж назвою (буквально: Спляча красуня лісу — La Belle au bois dormant) за лібрето Ежена Скріба. Прем'єра цього балету відбулася на сцені Паризької Опери 27 серпня 1829 в постановці балетмейстера Ж.-П.Омера за участі Марії Тальоні, Ліз Нобле та ін.
Нову версію — П. Чайковського й М. Петіпа було визнано видатною, а сам балет посів визначне місце серед світових шедеврів балетного мистецтва.
Головні дійові особи балету: король Флорестан, королева, принцеса Аврора, сім фей: Бузок, Кандід (Щирість), Флер-де-Фарін (Квітуче колосся), Хлібна Крихта, Канарка, Віоланте (Пристрасть) і зла Карабос; принц Дезіре.

## Історія створення

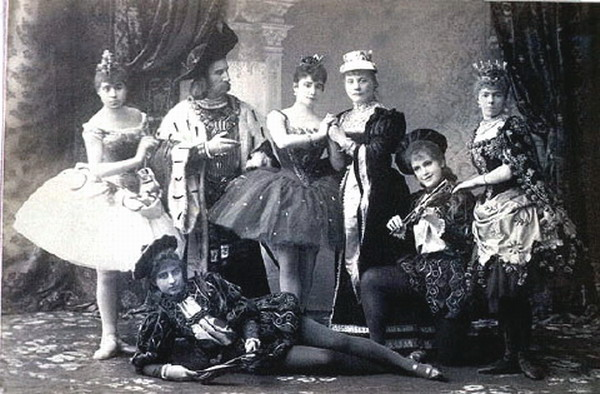
Актори оригінальної постановки балету. Маріїнський театр, Санкт-Петербург, 1890

## Перелік номерів
Перелік номерів (згідно із клавіром Петра Чайковського):
- Інтродукція

Пролог
- Марш
- Сцена з танцями
- Pas de six

1. Інтродукція
2. Адажіо
3. Фея щирості
4. Фея квітучих колосків
5. Фея, що розсипає хлібні крихти
6. Фея — щебенюча канарка
7. Фея палких пристрастей
8. Фея Бузки
9. Кода

- Фінал

Дія перша
- Сцена
- Вальс
- Сцена
- Pas d’action

1. Адажіо
2. Танець фрейлін та пажів
3. Варіація принцеси Аврори
4. Кода

- Фінал

Дія друга
- Антракт та сцена
- Жмурки
- Сцена

1. Танець Герцогінь
2. Танець Баронес
3. Танець Графінь
4. Танець Маркіз

- Фарандола

1. Сцена
2. Танець

- Сцена
- Pas d’action

1. Сцена принцеси Аврори та принца Дезіре
2. Варіація принцеси Аврори
3. Кода

- Сцена
- Панорама
- Антракт
- Симфонічний антракт (Сон) та сцена
- Фінал

Дія третя
- Марш
- Полонез
- Pas de quatre

1. Антре
2. Фея золота
3. Фея срібла
4. Фея сапфірів
5. Фея діамантів
6. Кода

- Pas de caractere

1. Кіт у чоботях та Біла Кішечка

- Pas de quatre

1. Сцена
2. Попелюшка та принц Фортюне
3. Синій птах та принцеса Флоріна
4. Кода

- Pas de caractere

1. Червоний Капелюшок та Вовк
2. Попелюшка та принц Фортюне

- Pas berrichon

1. Хлопчик-з-пальчик, його брати та Людожер
2. Кода

- Pas de deux

1. Інтродукція
2. Вихід
3. Адажіо
4. Принц Дезіре
5. Варіація принцеси Аврори
6. Кода

- Сарабанда
- Фінал
- Апофеоз

## Постановки

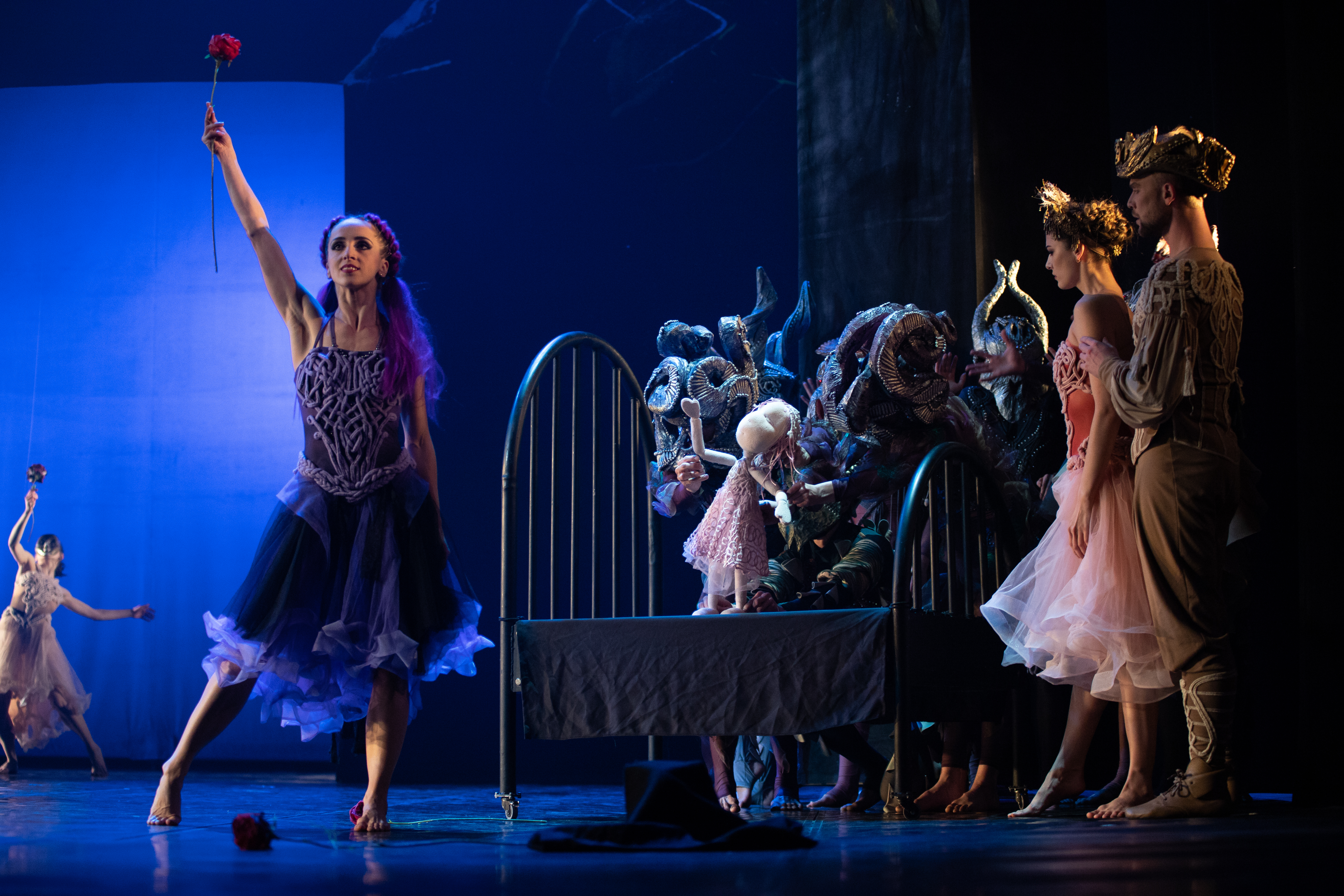
Сцена з балету «Спляча красуня», пост. Раду Поклітару («Київ Модерн-балет»)

- 1890, 3 січня — прем'єра — балетмейстер Маріус Петіпа, художники Генріх Левот, І. П. Андрєєв, К. M. Іванов, Матвій Шишков, Михайло Бочаров (декорації), Іван Всеволожський (костюми), диригент Рікардо Дриго; Аврора — Карлотта Бріанця, Дезіре — Павло Гердт, фея Сірені — Марія Петипа, Кіт у чоботях — Альфред Бекефі (Маріїнський театр, Санкт-Петербург)
- 1966 — Рудольф Нурєєв
- 1996 — Матс Ек (оригінальна версія для трупи Гамбурзького балету)
- 2012 — Метью Борн (оригінальна версія)
- Кевін Маккензі (для Американського театру балету)
- 2015 — Олексій Ратманський (для Американського театру балету)
- 2018, 22 та 23 травня — Раду Поклітару («Київ Модерн-балет», м. Київ) — балет на дві дії за мотивами казки Джамбаттіста Базіле[1]